# ريكاردو أرانيدا
ريكاردو أرانيدا (بالإسبانية: Ricardo Araneda)‏ (مواليد 3 يناير 1971) هو ملاكم تشيلي، مثّل بلاده في الألعاب الأولمبية الصيفية في دورتي 1992 و1996.

## روابط خارجية
ريكاردو أرانيدا على موقع بوكس ريك (الإنجليزية) (registration required)
- ريكاردو أرانيدا على موقع أوليمبيديا (الإنجليزية)